# Jean Lemonnier (sculpteur)
Pour les articles homonymes, voir Jean Lemonnier.
Jean Lemonnier, né le 2 septembre 1950 à Saint-Aubin-sur-Mer, est un peintre et sculpteur français, qui vit et travaille en Bretagne.
Réputé pour ses œuvres sur le thème animalier, il pratique la taille directe dans le bois ou la pierre (schiste, granites, onyx), et se sert de matériaux multiples (fer de récupération, terre cuite, bronze). Récompensée par plusieurs prix et distinctions, son œuvre a été acquise par des collectivités publiques, entreprises ou grandes collections privées. Jean Lemonnier a été nommé peintre officiel de la Marine en 2005.

## Biographie[1]
(octobre 2015).
- 1950 : naissance, le 2 septembre, à Saint-Aubin-sur-Mer dans le Calvados en Normandie.
- 1987 : Académie des beaux-arts de Bruxelles.
- 1989 : Salon d'Aurillac, 1er prix de Sculpture. Invité d'honneur du Salon d'été de Saint-Flour (Cantal).
- 1990 : installe son atelier-galerie à La Gacilly, en Bretagne.
- 1991 : Salon d'automne à Paris.
- 1992 : exposition internationale de sculpture de Collioure.
- 1997-2001 : Salon international des artistes animaliers (prix Henri Mory).
- 1998 : Muséum national d'histoire naturelle à Paris. Muséum de sciences naturelles à Orléans. Médaille d'argent au 36e Salon de la Marine à Paris.
- 1999 : médaille d'argent au Salon des artistes français.
- 2000 : médaille d'or au Salon des artistes français. Médaille d’argent des Arts-Sciences-Lettres.
- 2001 : 37e Salon de la Marine à Paris. Médaille d'or au Salon des artistes animaliers de Bry-sur-Marne. Prix Édouard Marcel Sandoz de la fondation Taylor.
- 2002 : médaille d'honneur au Salon des artistes français.
- 2003 : lauréat du prix Une œuvre de faïence par le musée de Quimper. Invité d’honneur du Salon des artistes français à Paris, prix J. Couderc[2].
- 2005 : médaille d'argent au 39e Salon de la Marine à Paris. Nommé peintre officiel de la Marine[3],[4].
- 2009 : participe au séjour des peintres officiels de la Marine à Bénodet, qui donne lieu à la publication d'un livre[5].
- 2012 : devient titulaire du corps des peintres officiels de la Marine[6].

## Collections publiques

### Bronze
- Le Grand cormoran (2006), original en cyprès de Lambert, 3 m, quai de la Croix, front de mer de Concarneau[7]
- La Déesse au parfum, La Gacilly
- La Fontaine au Héron, La Gacilly
- La Ronde, bronze, 1 m, La Gacilly
- Le Cabaret aux oiseaux, fontaine de Langouët
- Poisson clown - Clown-fish, Noirmoutier-en-l'Île
- Cinq personnages du Bagad de Lann-Bihoué (2009), catalogue du 41e Salon de la Marine
- Grand Dogue (2011, mascotte du LOSC Lille Métropole), 2,44 m, 500 kg, Domaine de Luchin, Camphin-en-Pévèle
- Le Jars (2019, à l’entrée du village), Plieux, (Gers, France)[8].

### Bois
- L'Homme en marche, bois de hêtre, 200x90x50cm, collection Laboratoires Yves Rocher
- Tango molécule, bois d'alisier, 1,80 m, collection Morton

### Fer
- Les trois A, fer inox et tôle perforée pleine, 10,50x7x7m, Aurillac

## Œuvres éditées

### Bronze
- Sternes (2006), original en plâtre et fer, 38x60x50cm (livre La presqu'île de Crozon vue par les peintres officiels de la Marine)
- Raies bouclées (2006), original en plâtre patiné, 70x90x24cm (livre La presqu'île de Crozon vue par les peintres officiels de la Marine)

### Schiste
- Le Morse, schiste mauve et marbre, 75x50x50cm (couverture du livre Jean Lemonnier, sculpteur)
- Nikaïa (2007), schiste bleu, 25x40x110cm (livre Les Peintres Officiels de la Marine en escale à Nice)
- Sardine la niçoise (2007), schiste mauve, polychrome, métal, 42x32x20cm (livre Les Peintres Officiels de la Marine en escale à Nice)
- Le Banc de sardines (2008), schiste noir et feuille d'or (livre La Baie de Concarneau sous le pinceau des Peintres officiels de la Marine)

### Marbre
- Aigrette (2009), marbre et fer, 60x18x18cm (livre En escale à Bénodet)

## Principales expositions
- 1998 :
  - Muséum national d'histoire naturelle, Paris
  - Muséum de sciences naturelles, Orléans
  - 36e Salon de la Marine, Paris
- 1999 :
  - Salon des artistes français, Paris
- 2000 :
  - Salon des artistes français, Paris
  - Symposium de sculpture, Concarneau
  - Regard sur les Arts, Lamballe
  - Salon des artistes Animaliers, Bry-sur-Marne
- 2001 :
  - 37e Salon de la Marine, Paris
  - Salon de la jeune peinture, Sainte-Maxime (invité d'honneur)
  - Salon des artistes animaliers, Bry-sur-Marne
- 2002 :
  - Salon des artistes français, Paris
  - Salon des artistes animaliers, Bry-sur-Marne
- 2003 :
  - Salon des artistes français, Paris (invité d'honneur)
- 2005 :
  - 39e Salon de la Marine, Paris
- 2006[9] :
  - Festival Photos et Nature, La Gacilly
  - Château de Sédières (avec les Peintres officiels de la Marine), Clergoux
  - La presqu'île de Crozon (avec les Peintres officiels de la Marine), Crozon
  - Cercle Naval - Cercle de la Marine (avec les Peintres officiels de la Marine), Brest
  - Citadelle Vauban, Le Château-d'Oléron[10]
  - Les mammifères marins, Château d'Eymet, Eymet[10]
  - 37e Salon des Arts, Cholet (invité d'honneur)
  - 22e Salon de Peinture et de Sculpture, Hôtel de ville, Sainte-Luce-sur-Loire (invité d'honneur)
  - Galerie Les Artistes et la Mer, Saint-Malo
  - Galerie de Crécy, Crécy-la-Chapelle[10]
  - Galerie 23, Billiers
- 2007[9] :
  - En escale à Nice (avec les Peintres officiels de la Marine), Tour Bellanda, Nice
  - Galerie La Rotonde et Hôtel de ville, Lanester[10]
  - Fête du Fleuve (avec les Peintres officiels de la Marine), Musée national des Douanes, Bordeaux
  - Espace Culturel de Rhuys-l'Hermine, Sarzeau
  - Régates de grands voiliers (à l'occasion de la Tall Ships' Race, avec les Peintres officiels de la Marine), Musée national de la Marine, Toulon
  - Galerie Les Artistes et la Mer, Saint-Malo
  - Galerie Gloux, Concarneau[10]
  - Galerie 23, Billiers
  - 40e Salon de la Marine, Paris
- 2008[9] :
  - En escale à Nice (avec les Peintres officiels de la Marine), Musée national de la Marine, Toulon
  - Musée Mathurin-Méheut, Lamballe[10]
  - Douceur de pierre, Maison de la Baie, Saint-Brieuc[10]
  - Galerie des Glaces, Nantes[10]
  - Le porte-avions Charles de Gaulle vu par les Peintres de la Marine, Hôtel de ville de Paris
  - Galerie de Crécy, Crécy-la-Chapelle
  - Galerie Mouvances, place des Vosges, Paris
  - 16e Salon d'Art de Saint-Aignan-Grandlieu (invité d'honneur)
  - 20e Carrefour des Arts de Lalouvesc
  - Galerie Les Artistes et la Mer, Saint-Malo[10]
  - Outremer et Exotisme (avec les Peintres officiels de la Marine), Musée d'Albi
  - Galerie de l'Estuaire, Honfleur[10]
  - Musée Ziem, Martigues
- 2009[9] :
  - 16e Salon de Feytiat, Feytiat
  - La baie de Concarneau (avec les Peintres officiels de la Marine), Centre des Arts, Hôtel de Ville et Chapelle de la Trinité, Concarneau
  - Galerie Doublet, Avranches
  - Galerie des Glaces, Nantes
  - 41e Salon de la Marine, Paris
- 2010 :
  - Salon Peintres et sculpteurs témoins de leur région, Centre culturel Athanor, Guérande (invité d'honneur)[11]
  - Galerie de Crécy, Crécy-la-Chapelle
  - Galerie d'art municipale, Erquy[12]
  - La baie de Saint-Vaast-la-Hougue (avec les Peintres officiels de la Marine), Saint-Vaast-la-Hougue
  - Les peintres officiels de la marine en escale au Musée du bord de mer, Bénodet
  - Partager nos légendes (exposition franco-anglaise sur la légende du Lai de Lanval de Marie de France), Château de Comper, Concoret, puis Maison Internationale, Rennes, puis Chagford (UK), puis Exeter (UK)[13]
  - Kouby & Lemonnier, Galerie Next, Toulouse
  - Galerie du Parlement, Rennes
  - Galerie de l'Estuaire, Honfleur
- 2011 :
  - Sculpture animalière, Galerie en Ré, Bois-Colombes
  - Escale à Villefranche-sur-Mer (avec les Peintres officiels de la Marine), Chapelle Saint-Elme, Citadelle, Villefranche-sur-Mer
  - Galerie de l'Estuaire, Honfleur
  - 150e Fête des Marins : Des marins d’un genre singulier (avec les Peintres officiels de la Marine), Greniers à Sel, Honfleur
  - Slow design (exposition collective), La passerelle métiers d'art, La Gacilly
  - Autour de la mer (exposition collective), Galerie Sillage, Paimpol
- 2018 :
  - Sept peintres officiels de la Marine en escale à Sète : Michèle Battut, Michel Bez, Christoff Debusschere, Marie Détrée, Jean Lemonnier, Jacques Rohaut, Anne Smith, Dock Sud, Sète